# Cycle Savages
The Cycle Savages (Alternativtitel: Im Rausch der Gewalt und Rocker kennen kein Erbarmen) ist ein US-amerikanischer Actionfilm von Bill Brame. Der 1969 erschienene Exploitationfilm versuchte auf der Rockerfilm-Welle nach dem Erfolg von Easy Rider mitzuschwimmen, ist aber streng genommen kein echter Bikerfilm.

## Handlung
Keeg und seine Rockergang, eine Bande von asozialen Kriminellen, beherrschen den Drogenmarkt und die Prostitution in einem kleinen Städtchen. In ihr Visier gerät der Künstler Romko, der kompromittierende Zeichnungen der Gang angefertigt hat. Keeg schlägt ihn krankenhausreif und verpasst ihm eine Schnittwunde am Bauch. Sie laden den Künstler bei Lea, einer Exfreundin von Keeg, ab und heuern einen Quacksalber an, der seine Wunde versorgen soll. Anschließend verwüsten sie sein Appartement. Doch es kommt anders, als von der Gang geplant: Romko und Lea verlieben sich.
Als Romko wieder in seine Wohnung zurückkehrt, bemerkt er, dass sein Degen, eine Erinnerung an seinen Einsatz in der Normandie, fehlt. Er geht zum Clubhaus der Gang, um dort Keeg zur Rede zu stellen. Doch es sind nur zwei Gangmitglieder da, die er leicht besiegen kann. Mit seinem Degen kehrt er heim und trifft auf Lea. Die beiden verbringen die Nacht zusammen, während Keeg und seine Gang eine junge Frau vergewaltigen. Plötzlich jedoch klopft es bei Lea an der Tür. Die Polizei verhaftet das Pärchen wegen angeblicher Verstöße gegen die Sittlichkeit, doch eigentlich nur, weil Romko die Kooperation verweigert.
Am nächsten Tag schnappen Keeg und seine Gang Romko, der die Kaution stellen konnte, und bringen ihn ins Clubhaus, wo sie mit einer Schraubzwinge seine Hände zerquetschen wollen. In letzter Minute kommt jedoch Lea und rettet ihren Freund. Als die Polizei ebenfalls die Szenerie betritt, macht sich Keeg aus dem Staub, wird jedoch im Schusswechsel durch eine seiner Exfreundinnen getötet.

## Hintergrund
Cycle Savages versucht durch Setting, Titelgestaltung und Trailer auf der nach dem Erfolg von Easy Rider populär gewordenen Rockerfilm mitzureiten. Tatsächlich gibt es zwischen Keeg und seiner Gang einige Parallelen zur Subkultur der Rocker, doch sind die im Film gezeigten Gestalten mehr „eine ‚normale‘ Bande von Kriminellen, die sich zufällig mit Motorrädern fortbewegen“, wie es eine Rezension ausdrückte.
Produziert wurde der Film durch Casey Kasem, einen bekannten US-amerikanischen DJ, und Mike Curb. Kasem hat auch einen Auftritt im Film als Keegs Bruder und Leiter des Prostitutionsrings.
Der Film wurde 2008 in Deutschland im Rahmen der Rocker- und Biker-Box Vol. 1 von MIG/EuroVideo als Doppel-DVD zusammen mit Das Todesrennen der wilden Engel, Hell’s Angels ’70 und Run, Angel, Run veröffentlicht.

## Kritik
Der Film wurde vor allem nach seiner Neuveröffentlichung 2008 im Rahmen der Besprechungen zur Rocker- und Biker-Box erneut begutachtet und dementsprechend mit den anderen drei Filmen verglichen. Cycle Savages gilt als schlechtester Film der Box, der vor allem an seinen etwas schwierigen Dialogen und der seltsam anmutenden Story leidet. Gelobt wurde aber Bruce Derns Darstellung eines übergeschnappten und sadistischen Anführers.

„Stereotyper Bikerfilm, erwähnenswert allenfalls wegen Bruce Derns Darstellung des sadistischen Ober-Rockers.“

„Der ganze Quark lohnt sich allenfalls für ein paar passable Keilereien und Bruce Derns Darstellung des übergeschnappten Gangleaders, der streckenweise herzhaft drauflos improvisiert, rumgeifert und viel mit den Augen rollt.“